# Кароль де Пертес
Кароль де Пертес (Герман Шарль де Пертес) (пол. Karol de Perthées; 14 січня 1740, Дрезден — 21 листопада 1815, Вільно) — географ при дворі короля Станіслава Августа Понятовського, видатний польський військовий картограф 18 століття, ентомолог.
Перші його карти (1766), імовірно, згоріли під час пожежі у Королівському замку. Другі (1768) не були повернені Польщі після реставрації картографами СРСР. Близької третини карт Пертеса з 1939 року зберігається у картографічному зібранні Національної бібліотеки Польщі.

## Біографія

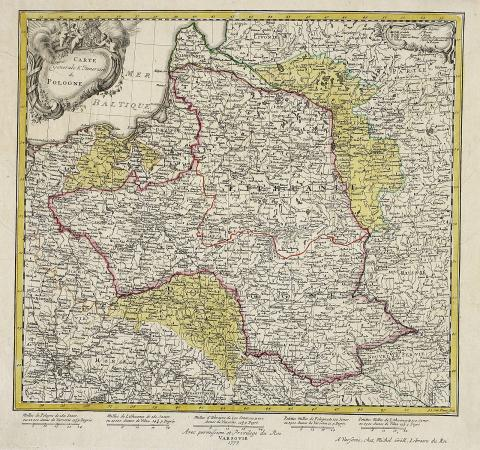
Загальна карта і дороги Польщі (Carte générale et itineraire de Pologne) Кароля де Пертеса, 1773

Народився в сім'ї французьких гугенотів, що осіли в Німеччині. Служив лейтенантом артилерії Коронного Королівства Польського. У 1768 році став дворянином. У кінці 1783 року став полковником королівської армії.
Один з реформаторів польської картографії. Автор низки карт воєводств Речі Посполитої: Сандомирського, Люблінського, Плоцького, Краківского, Севежського князівства й Добжинської землі, виданих в Парижі у 1791—1792 роках, надрукованої в 1809 у Санкт-Петербурзі карти Равського воєводства, а також гідрографічної карти Польщі (Carte hydrographique de Pologne 1809) та ін.
У 1798 перебрався жити у Вільно, де й помер у 1815 році. Похований на євангелістському цвинтарі Вільнюса (закрите у 1974 році й перетворене на міський парк).